# Antoon Jozef Witteryck
Antoon-Jozef Witteryck (Oostkamp, 6 de junio de 1865-Brujas, 3 de julio de 1934) editor e instructor belga, uno de los primeros esperantistas de este país. 

## Biografía
Boudewijn VAN VLAENDEREN, Drie generaties Witteryck in Brugge. De geschieden van Esperanto, het Vlaamse Kruis en de Stichting Witteryck in en rond Brugge, Brugge, 2024 (ISBN 978 94 9143 623 9).
- Datos: Q2360599
- Multimedia: Antoon Jozef Witteryck / Q2360599